# Sunny Deol
Sunny Deol (19 octobre 1956 à Delhi, Inde -) est un acteur (producteur et réalisateur) de Bollywood. Son père, Dharmendra, sa mère, Prakash Kaur, son frère, Bobby Deol et sa demi-sœur Esha Deol sont également acteurs de Bollywood. Marié à Pooja, il a deux enfants.

## Carrière
Ajay Singh Deol commence sa carrière dans le rôle  du héros romantique dans Betaab en 1983 aux côtés de l’actrice débutante Amrita Singh. Mais c’est dans les films d’action qu’il est plus connu, notamment dans Ghayal avec lequel il remporte un Filmfare Award. Il est également acclamé dans des films comme Damini, Arjun et Jeet. Il passe derrière la caméra en dirigeant son frère Bobby Deol et Urmila Matondkar dans Dillagi en 1999. Le film est un échec commercial mais est bien accueilli par la critique. Il revient comme acteur dans la peau du héros patriotique dans Gadar en 2001, qui est un grand succès populaire. Il montre également par ce film, qu’il n’est pas seulement  le roi du film d’action à l’indienne, mais qu’il excelle également dans le registre de l’émotion. Le couple qu’il forme avec Amisha Patel est très émouvant.
Il est actuellement député du Gurdaspur (Lok Sabha constituency) (en).

## Filmographie
- 1983 : Betaab de Rahul Rawail : Sunny
- 1984 : Sunny de Raj Khosla : Sunny Inderjeet
- 1984 : Sohni Mahiwal de Latif Faiziyev et Umesh Mehra : Mirza Izzat Beg
- 1984 : Manzil Manzil de Nasir Hussain : Vijay
- 1985 : Zabardast de Nasir Hussain : Sunder
- 1985 : Arjun de Rahul Rawail : Arjun Malvankar
- 1986 : Saveray Wali Gaadi de Bharathi Rajaa : Ravidas
- 1986 : Sultanat de Mukul Anand : Sultan
- 1986 : Samundar de Rahul Rawail : Ajit
- 1987 : Dacait de Rahul Rawail : Arjun Yadav
- 1988 : Yateem de J.P. Dutta : Krishna
- 1988 : Paap Ki Duniya de Shibu Mitra : Suraj
- 1988 : Inteqam de Rajkumar Kohli
- 1988 : Ram-Avtar de Sunil Hingorani : Ram
- 1989 : Nigahen : Nagina Part II de Harmesh Malhotra : Anand
- 1989 : Main Tera Dushman de Vijay Reddy : Gopal
- 1989 : Joshilaay de Sibte Hassan Rizvi : Dara
- 1989 : Tridev de Rajiv Rai : Inspecteur Karan Saxena
- 1989 : ChaalBaaz de Pankaj Parashar : Suraj
- 1990 : Vardi de Umesh Mehra : Ajay Kumar Singh
- 1990 : Ghayal de Rajkumar Santoshi : Ajay Mehra
- 1990 : Aag Ka Gola de David Dhawan : Vikram Singh
- 1990 : Krodh de Shashilal K. Nair : Ajay Shukla
- 1991 : Yoda de Rahul Rawail : Karan Srivastav
- 1991 : Shankara de Sudarshan Nag : Shankara
- 1991 : Narasimha de N. Chandra : Narasimha
- 1991 : Vishnu-Devaa de K. Pappu : Vishnu Prasad
- 1992 : Vishwatma de Rajiv Rai : Inspecteur Prabhat Singh
- 1993 : Lootere de Dharmesh Darshan
- 1993 : Gunaah de Mahesh Bhatt : Ravi Sohni
- 1993 : Darr de Yash Chopra : Sunil Malhotra
- 1993 : Kshatriya de J.P. Dutta : Vinay Pratap Singh
- 1993 : Damini – Lightning de Rajkumar Santoshi : Govind
- 1993 : Izzat Ki Roti de K. Pappu
- 1994 : Insaniyat de Tony Juneja : Karim Lala
- 1995 : Imtihaan de Harry Baweja : Raja
- 1995 : Dushmani : A Violent Love Story de Bunty Soorma et Shekhar Kapur : Suraj Singh
- 1995 : Angrakshak de Ravi Raja Pinisetty : Ajay
- 1996 : Himmat de Sunil Sharma : Ajay Saxena
- 1996 : Jeet de Raj Kanwar : Karan
- 1996 : Ghatak : Lethal de Rajkumar Santoshi : Kashi Nath
- 1996 : Ajay de Suneel Darshan : Ajay
- 1997 : Border de J.P. Dutta : major Kuldeep Singh
- 1997 : Zor de Sangeeth Sivan : Arjun Singh
- 1997 : Ziddi de Guddu Dhanoa : Deva Pradhan
- 1997 : Qahar de Rajkumar kohlí : Raja
- 1998 : Salaakhen de Guddu Dhanoa
- 1998 : Iski Topi Uske Sarr de Raju Mavani : danseur de Bhangra
- 1999 : Pyaar Koi Khel Nahin de Subhash Sehgal : Anand
- 1999 : Arjun Pandit de Rahul Rawail : Arjun Dixit
- 1999 : Dillagi de Sunny Deol : Ranvir
- 2000 : Champion de Padam Kumar et Jana Sue Memel : Rajveer Singh
- 2001 : Farz de Raj Kanwar : Karan Singh
- 2001 : Gadar : Ek Prem Katha de Anil Sharma : Tara Singh
- 2001 : Yeh Raaste Hain Pyaar Ke de Deepak Shivdasani : Sagar (apparition spéciale)
- 2001 : Indian de N. Maharajan : Rajshekhar Azad
- 2001 : Kasam de Shibu Mitra : Shankar
- 2002 : Maa Tujhhe Salaam de Tinnu Verma : Major Pratap Singh
- 2002 : 23rd March 1931 : Shaheed de Guddu Dhanoa : Chandrashekhar Azad
- 2002 : Jaani Dushman : Ek Anokhi Kahani  de Rajkumar Kohli: Karan Saxena
- 2002 : Karz : The Burden Of Truth de Harry Baweja : Suraj
- 2003 : The Hero : Love Story of a Spy de Anil Sharma : Major Arun Khanna
- 2003 : Kaise Kahoon Ke Pyaar Hai
- 2003 : Jaal : The Trap de Guddu Dhanoa : Ajay Kaul
- 2003 : Khel de Yusuf Khan : Rajveer Scindia
- 2004 : Lakeer – Forbidden Lines de Mehboob: Arjun Rana
- 2004 : Rok Sako To Rok Lo de Arindam Chowdhuri : Kabir
- 2005 : Jo Bole So Nihaal de Rahul Rawail : Nihaal Singh
- 2006 : Teesri Aankh de Harry Baweja : Arjun Singh

## Récompenses
- Filmfare Award
  - 1991 : Meilleur acteur pour Ghayal.
  - 1994 : Meilleur acteur dans un second rôle pour Damini.